# 台谏合一
台谏合一是宋代的行政监察制度，即御史与谏官二者的职责合一，御史拥有谏官的议事权，谏官拥有御史的监察权。此外，中书舍人、给事中等负责对圣旨进行封驳的官员，也拥有了弹劾权，尤其是可以对朝廷不当人事任命进行弹劾。宋朝制定了专门的弹劾法律《弹奏格》，树立弹劾权威。

## 背景
中国古代行政监察制度出现后，一直到宋代以前，御史台和谏院职责分明。御史负责弹劾不称职的官员，澄清吏治；谏官主要规谏皇帝施政得失。秦汉时设置御史机构为“耳目之官”，由御史大夫、御史中丞、侍御史等官员监察中央和地方官员。经过魏晋南北朝的发展，到了隋唐时期，负责弹劾事务的御史台从行政系统剥离，成为完全独立的监察机构，独立行使弹劾权。
宋朝君主从唐末五代藩镇割据局面中吸取经验，认为要巩固政权就必须加强皇权、削弱相权。

## 确立
1017年，宋真宗颁布天禧诏书，使台谏合一有了制度上的保障，是北宋设专职台谏的开始。天禧诏书还对台谏官的建置、事权、待遇诸方面作了明确规定。仁宗时期，台谏官员弹劾宰相的行为非常多。仁宗朝共有23名宰相，其中13名因为台谏官员的弹劾被罢免。

## 特点

### 谏院独立
唐代谏官实际上是中书、门下二省的属官，谏诤之权名义上独立于相权，实际上操于宰相之手。宋代谏院独立，台谏由君主亲自任免，台谏与宰执距离日远，成为宰相不得干预其行使职权的又一要素。谏院与两省彻底分离而与御史台携手，成为直接受制于君主、与政事堂并驾齐驱的一个权力中心。

### 风闻言事
谏对传闻中得到的材料，不必追究真实与否，也不必书告事人的姓名，便可据而弹劾，而不负任何责任。“许风闻言事者，不问其言所从来，又不责言之必实。若他人言不实，即得诬告及上书诈不实之罪，谏官、御史则虽失实，亦不加罪。”

### 强制弹劾
台谏官弹劾失当只给予轻微处分，但如果失职不弹则要受严惩；强制规定御史每个月必须弹劾一名官员，奏弹一件朝政，否则就要罚款，是为“辱台钱”；以“纠察之多寡当否”作为台谏官的政绩评价标准，弹劾次数、人数越多的台谏官，越能快速升迁。

## 影响

### 加强皇权
台谏合一制度削弱了对皇帝进行规谏的谏诤权；此外，台谏合一赋予御史言事权，使其得以运用手中纠弹、言事之权，遏制宰执大臣擅权。台谏制度的谏诤的作用逐渐降低，监察的作用却逐渐增强。皇权得到进一步加强。

### 党争
王安石变法后，新旧党争开始，对台谏的控制与反控制成为党争焦点。沈松勤将新旧党争各阶段归纳为：一是新君即位，改变前政；二是君主或君臣合力控制台谏；三是利用台谏击败政敌。

## 后续
元代不设专职谏官，而御史台的监察官有双重职能，但以监督百官为要，规谏皇帝的职能在政治运作中进一步弱化。明代也不设专职谏官，但设有具规谏之责的六科给事中。清代依然实行台谏合一，到了雍正时期，有规谏之责的六科给事中并入都察院，台谏真正实行了机构与职责的完全合一。